# Euxoa excogita
Euxoa excogita är en fjärilsart som beskrevs av Smith 1900. Euxoa excogita ingår i släktet Euxoa och familjen nattflyn. Inga underarter finns listade i Catalogue of Life.